# 로스빌로스
로스빌로스(스페인어: Los Vilos)는 칠레 코킴보 주 초아파 현의 코무나이다.